# Nazionale maschile di pallacanestro del Portogallo
La nazionale maschile di pallacanestro del Portogallo (Selecção Portuguesa de Basquetebol) rappresenta il Portogallo nelle competizioni internazionali maschili di pallacanestro organizzate dalla FIBA ed è gestita dalla Federazione cestistica del Portogallo.

## Storia
La nazionale portoghese non ha mai avuto risultati di rilievo ma recentemente è salita di livello qualificandosi per la fase finale dell'Europeo del 2007, la seconda partecipazione in assoluto dopo il debutto nell'edizione del 1951; in tale occasione riesce ad arrivare al secondo turno, finendo al nono posto. Un'altra presenza si ha nel 2011, quando si qualifica all'Europeo grazie a uno spareggio, ma conclude la competizione senza vittorie.
Non ha mai partecipato ad Olimpiadi e Mondiali.
Risultati importanti sono invece arrivati nelle competizioni internazionali minori, quali ad esempio i Giochi della Lusofonia, dove i lusitani sono saliti sul podio due volte su tre edizioni.

## Piazzamenti

### Campionati europei
- 1951 - 15°
- 2007 - 9°
- 2011 - 21°

### Giochi della Lusofonia
- 2006 -  1°
- 2009 -  3°

## Formazioni

### Europei
Campionato europeo maschile di pallacanestro 19513 M. Nogueira, 4 Reis, 5 Rui Duarte, 6 Carmo, 7 Couto, 8 Ferreira, 9 Gonçalves, 10 A. Nogueira, 11 C. Nogueira, 12 dos Santos, 13 Antunes, 14 Morgado,        All. Fernando Gonçalves do Amaral
Campionato europeo maschile di pallacanestro 20074 Minhava, 5 Fernandes, 6 Ramos, 7 Cunha, 8 Jordão, 9 da Silva, 10 Gomes, 11 Coelho, 12 Simão, 13 Évora, 14 Miranda, 15 Santos,        All. Valentyn Mel'nyčuk
Campionato europeo maschile di pallacanestro 20114 Tavares, 5 Costa, 6 Minhava, 7 Sousa, 8 Fonseca, 9 da Silva, 10 Andrade, 11 Silva, 12 Évora, 13 Gonçalves, 14 Miranda, 15 Santos,        All. Mário Palma

## Nazionali giovanili
- Selezioni giovanili della nazionale di pallacanestro del Portogallo